# 목포우체국
목포우체국(木浦郵遞局)은 과학기술정보통신부 우정사업본부 전남지방우정청 소속의 우편물 취급기관이다. 전라남도 목포시 영산로 288(용당2동 1110-1)에 있다.

## 연혁
- 1897년 12월 29일: 무안우체국사로 개국
- 1898년 2월 7일: 무안전보사 병설
- 1905년 5월 27일: 무안우체 · 전보사가 목포우편국에 인도
- 1906년 7월 15일: 목포 각국 거류지 영사관내부지 (대의동 1가)으로 청사신축
- 1950년 1월 12일: 목포우체국으로 명칭변경
- 1950년 10월 12일: 6 · 25 사변으로 청사가 전소하여 전 목포국민보험 보험과 분실로 이전(목포시 명륜동 4)
- 1952년 11월 1일: 목포시 대의동 1가 4번지로 주택차용이전
- 1960년 5월 4일: 목포시 대의동 2가 1-6 번지로 청사이전
- 1987년 7월 3일: 목포시 용당동 1110-1번지(현청사) 청사신축이전
- 1997년 12월 29일: 청사증축 (3층에서 4층으로 증축)
- 2001년 5월 7일: 목포부영우편취급소를 목포시 옥암동 1000-5에서 옥암동 999-2로 이전[1]
- 2001년 7월 2일: 목포대양동우편취급소 개국[2]
- 2001년 8월 1일: 신안도고우체국 폐국[3], 목포우체국 도고출장소 개국[4]
- 2001년 8월 6일: 목포우성우편취급소를 목포시 상동 991에서 상동 977-1로 이전[5]
- 2001년 10월 4일: 목포상동우체국을 목포시 상동 748-10에서 상동 759-3으로 이전[6]
- 2001년 11월 26일: 목포영해동우편취급소를 목포시 영해동1가 8-11에서 보광동1가 2-9로 이전[7]
- 2002년 9월 6일: 목포대양동우편취급소를 목포시 대양동 257-4에서 대양동 75-17 근화희망타운아파트상가 1층 104호로 이전[8]
- 2005년 10월 10일: 임자우체국을 별정우체국으로 지정[9]
- 2007년 1월 2일: 목포해양대학교우편취급소 개국[10]
- 2008년 7월 14일: 목포남교동우편취급국 폐국[11]
- 2015년 1월 1일: 목포대성동우체국이 목포양동우체국과 통합되어 폐국[12]
- 2017년 11월 10일: 목포부영우편취급국, 목포이로동우편취급국 위탁계약 해지[13]

## 관할 우체국
| 우체국명                 | 사진 | 주소                                    | 비고                                             |
| ------------------------ | ---- | --------------------------------------- | ------------------------------------------------ |
| 도초우체국               |      | 전라남도 신안군 도초면 불섬길 32        |                                                  |
| 목포남교동우편취급국     |      | 전라남도 목포시 남교동 37               | 2008년 7월 14일 폐국                             |
| 목포대성동우체국         |      | 전라남도 목포시 양을로 59               | 2015년 1월 1일 폐국                              |
| 목포대양동우편취급국     |      | 전라남도 목포시 산양로 42               | 2001년 7월 2일 신설 2002년 9월 6일 현위치로 이전 |
| 목포대향우편취급국       |      | 전라남도 목포시 상동로26번길5           |                                                  |
| 목포부영우편취급국       |      | 전라남도 목포시 옥암로46번길 8          | 2001년 5월 7일 현위치로 이전                     |
| 목포산정동우체국         |      | 전라남도 목포시 산정로 162              |                                                  |
| 목포삼학도우체국         |      | 전라남도 목포시 동명로 10               |                                                  |
| 목포상동우체국           |      | 전라남도 목포시 상동 759-3              | 2001년 10월 4일 현위치로 이전                    |
| 목포석현동우체국         |      | 전라남도 목포시 영산로 676-6            |                                                  |
| 목포양동우체국           |      | 전라남도 목포시 북항로 30               |                                                  |
| 목포연산동우체국         |      | 전라남도 목포시 원산중앙로 98           |                                                  |
| 목포영해동우편취급국     |      | 전라남도 목포시 해안로249번길 5         | 2001년 11월 26일 현위치로 이전                   |
| 목포옥암동우체국         |      | 전라남도 목포시 통일대로 98             |                                                  |
| 목포용해동우체국         |      | 전라남도 목포시 양을로 220              |                                                  |
| 목포우성우편취급국       |      | 전라남도 목포시 교육로 37               | 2001년 8월 6일 현위치로 이전                     |
| 목포우체국 도고출장소    |      | 전라남도 신안군 비금면 비금북부길 965-1 | 2001년 8월 1일 신설                              |
| 목포원산정우편취급국     |      | 전라남도 목포시 양을로 146              |                                                  |
| 목포유달산우체국         |      | 전라남도 목포시 영산로 33               |                                                  |
| 목포이로동우편취급국     |      | 전라남도 목포시 백년대로 201            |                                                  |
| 목포죽교동우체국         |      | 전라남도 목포시 원산로 39               |                                                  |
| 목포창평동우체국         |      | 전라남도 목포시 수문로 20번길 10        |                                                  |
| 목포하당동우체국         |      | 전라남도 목포시 비파로 101              |                                                  |
| 목포해양대학교우편취급국 |      | 전라남도 목포시 해양대학로 91           | 2007년 1월 2일 신설                              |
| 비금우체국               |      | 전라남도 신안군 비금면 비금북부길 10    |                                                  |
| 신안도고우체국           |      | 전라남도 신안군 비금면 도고리 4111      | 2001년 8월 1일 폐국                              |
| 신의우체국               |      | 전라남도 신안군 신의면 상동길 89        |                                                  |
| 안좌우체국               |      | 전라남도 신안군 안좌면 안좌서부길 12-3  |                                                  |
| 암태우체국               |      | 전라남도 신안군 암태면 장단고길 32      |                                                  |
| 압해우체국               |      | 전라남도 신안군 압해면 복룡로 10        |                                                  |
| 임자우체국               |      | 전라남도 신안군 임자면 진리길 5-1       | 별정우체국                                       |
| 자은도우체국             |      | 전라남도 신안군 자은면 구영2길 49-1     |                                                  |
| 장산우체국               |      | 전라남도 신안군 장산면 도창길 722-11    |                                                  |
| 증도우체국               |      | 전라남도 신안군 증도면 증도길 184       |                                                  |
| 지도우체국               |      | 전라남도 신안군 지도읍 읍내길 77        |                                                  |
| 팔금우체국               |      | 전라남도 신안군 팔금면 삼층석탑길 163-1 |                                                  |
| 하의우체국               |      | 전라남도 신안군 하의면 곰실길16         |                                                  |
| 흑산가거도우체국         |      | 전라남도 신안군 흑산면 가거도길 40      |                                                  |
| 흑산도우체국             |      | 전라남도 신안군 흑산면 예리1길 76       |                                                  |
| 흑산홍도우체국           |      | 전라남도 신안군 흑산면 홍도1길 35       |                                                  |